# Elionurus ciliaris
Elionurus ciliaris är en gräsart som beskrevs av Carl Sigismund Kunth. Elionurus ciliaris ingår i släktet Elionurus och familjen gräs. Inga underarter finns listade i Catalogue of Life.